# Vilhelm den Tavse
Vilhelm, fyrste af Oranien, greve af Nassau-Dillenburg eller Vilhelm den Tavse (nederlandsk: Willem van Oranje, Willem de Zwijger, latin: Taciturnus, født 14. eller 24. april 1533 i Dillenburg, død 10. juli 1584 i Delft) var leder af det hollandske oprør mod Spanien, der udløste uafhængighedskrigen, kendt som Firsårskrigen, og resulterede i den formelle selvstændighed for De forenede Nederlande i 1648.
Vilhelm den Tavse var søn af Vilhelm 1. af Nassau-Dillenburg og far til bl.a. Morits af Oranien og Frederik Henrik af Oranien. 
Vilhelm den Tavse blev skudt og dræbt i sin residens Prinsenhof i Delft af Balthazar Gérard i 1584.
Det er Vilhelm den Tavse, der synges om i Het Wilhelmus, den nederlandske nationalsang.

## Liv og virke

### Baggrund
Vilhelm var søn af Vilhelm af Nassau og Juliana zu Stolberg. Hans fætter, Renatus (René) af Nassau, fyrste af Oranien, døde den 18. juli 1544 under et felttog i Champagne. Allerede før slaget havde René, som var uden mandlige arvinger, bestemt Vilhelm af Nassau-Dillenburg som arvtager. Arven omfattede fyrstedømmet Oranien, næsten en fjerdedel af Brabant, og endvidere Franche-Comté, Dauphiné og grevskabet Charolais , og dermed blev Vilhelm en af de nederlandske højadelige med mest land og gods. 
Allerede i ung alder lærte den unge prins af faderen, hvordan det er muligt at instrumentalisere religion til egen fordel. For denne var i al hemmelighed protestantisk sindet, men på grund af en arveretsstrid om grevskabet Katzenelnbogen bekendte Vilhelms far sig offentligt til katolicismen foran kejser Karl V.
For at kvæle mulige antikatolske følelser i fødslen blev Vilhelm sendt til det keiserlige hof i Brussel. Her blev han efterhånden en af kejser Karls V nærmeste udenlandske udsendinge, og han havde betydelige privilegier. Da Karl V blev træt af at udøve regering, fik Vilhelm til opgave at bringe de kejserlige rigsinsignier til Frankfurt. Vilhelm var i Breda i besiddelse af en af de smukkeste borge nord for Alpene, og Nassaupaladset i Bruxelles var kendt langt ud over landegrænserne.
Han tjente ved hoffet guvernøren i De spanske Nederlande, Margarethe af Parma, men sluttede sig til oprøret mod spanderne på grund af modstand mod spaniernes centraliseringspolitik og forfølgelsen af de nederlandske protestanter.
I 1560-erne blev en spansk hær under ledelse af Hertugen af Alba sendt til Nederlandene for at kvæle det gryende oprør der. Modstanden mod Alba førte til, at Vilhelm I af Oranien samlede en hær og prøvede at drive Alba ud af Nederlandene. I foråret 1568 kæmpede nederlænderne og spanierne i slaget ved Heiligerlee, et slag som endte med sejr til oprørerne.

### Statholder
I 1572 i Dordrecht valgte generalstænderne ham til statholder. Alba måtte marchere sydover på grund af truslen om et fransk angreb. Dette gjorde, at en oprørsflåde kunne tage kontrollen over byen Vlissingen i Zeeland. Efter at truslen fra Frankrig var ovre i efteråret, kunne Alba trække nordover og igen tage kontrollen over størstedelen af Nederlandene, men en langvarig belejring af Haarlem (december 1572 - juli 1573) gjorde, at Alba stod uden de nødvendige midler til at generobre Zeeland.
I 1575 blev der gennemført mislykkede fredssamtaler i Breda. Året efter gik den spanske konge konkurs, og misfornøjede spanske soldater plyndrede Antwerpen på grund af manglende lønudbetalinger. Samme år blev Don Juan de Austria udnævnt til ny spansk guvernør i Nederlandene. Udnævnelsen af Don Juan gjorde, at oprørerne samlede sig og undertegnede en aftale i Gent i november. Her aftalte de at lægge interne stridigheder til side og samle sig i kampen mod spanierne. 
Militært set gik det imidlertid ikke så godt for oprørerne disse år. Den 80.000 mand stærke, spanske hær under ledelse af Don Luis de Requeséns dominerede slagmarkerne. I 1574 blev Ludvig af Nassau dræbt, og hans hær ødelagt ved Mokerheide, og Don Juan vandt en stor sejr ved Gembloux i 1578.
Kong Filip II af Spanien erklærede Vilhelm I af Oranien fredløs i 1580. Den katolske Balthasar Gérard fra Burgund havde i længere tid betragtet Vilhelm af Oranien som en forræder mod kongen og mod den katolske tro. Da Vilhelm blev erklæret fredløs, blev der udlovet en dusør på 25.000 kroner til den, som slog ham ihjel, og Gérard drog til Nederlandene for at få has på ham. Således gik det til, at han fire år efter at være blevet fredløs, blev myrdet af Gérard (eller Gerardts) i sin residens Prinsenhof i Delft.
Efter drabet blev hans søn med Anna af Sachsen, Maurits af Nassau valgt til ny statholder efter forslag fra Johan van Oldenbarnevelt.
Der findes flere forklaringer på hans tilnavn "den tavse". Den mest udbredte er, at han i sin tid ved hoffet undlod at udtale sig om kontroversielle temaer.
Han er kendt som Nederlandenes landsfader, og den nederlandske nationalsang Wilhelmus er skrevet til hans ære.
Vilhelm I af Oranien ligger begravet i Nieuwe Kerk i Delft.

### Ægteskab og børn
Vilhelm I af Oranien var gift fire gange. Første ægteskab blev indgået 6. december 1551, da han giftede sig med Anna van Egmond en Buren. De fik tre børn:
1. Maria (1553–1554)
2. Filip Vilhelm (1554–1618)
3. Maria (1556–1616)

25. august 1561 giftede Vilhelm sig for anden gang; med Anna af Sachsen. Ægteskabet blev opløst i 1571. De fik børnene:# Anna (1562)
1. Anna (1563–1588)
2. Moritz August Filip (1564–1566)
3. Moritz (1567–1625)
4. Emilia (1569–1629)

Tredje ægtefælle blev Charlotte de Bourbon-Monpensier, en fransk tidligere nonne. Tilsammen fik de seks døtre:  
1. Louise Juliana (1576–1644)
2. Elisabeth (1577–1642)
3. Catherina Belgica (1578–1648)
4. Charlotte Flandrina (1579–1640)
5. Charlotte Brabantia (1580–1631)
6. Emilia Antwerpiana (1581–1657)

Fjerde ægteskab blev indgået 12. april 1583 med Louise de Coligny, en fransk huguenot og datter af Gaspard de Coligny. Hun blev mor til Fredrik Henrik (1584–1647).